# Dichazothece
Dichazothece là chi thực vật có hoa trong họ Acanthaceae.